# Ровинский, Дмитрий Александрович
Дми́трий Алекса́ндрович Рови́нский (16 [28] августа 1824, Москва, Российская империя — 11 [23] июня 1895, Бад-Вильдунген, Германская империя) — русский юрист, искусствовед, меценат и благотворитель. Действительный тайный советник (1894).
Один из главных разработчиков судебной реформы 1860-х годов. Известен также как историк искусства и составитель справочников по русским портретам и гравюре XVIII—XIX веков. Почётный член Академии наук и Академии художеств.

## Служба
Из дворян Нижегородской губернии Ровинских. Сын московского полицеймейстера А. П. Ровинского. Племянник поэта Викентия Ровинского, автора «Энеиды навыворот» — одного из первых произведений на белорусском языке (смоленский диалект).
Окончив курс в училище правоведения, 13 июня 1844 год начал службу в Москве, где последовательно занимал должности секретаря Сената, губернского стряпчего, товарища председателя уголовной палаты, губернского прокурора, состоящего за обер-прокурорским столом в 1-м отделении 6-го департамента Правительствующего сената, прокурора судебной палаты и председателя уголовного департамента судебной палаты. С 2 июля 1870 года пожизненно состоял сенатором уголовного кассационного департамента.
Ровно через 10 лет после начала службы, 13 июня 1854 года был пожалован чином коллежского советника. 31 декабря 1864 года был произведён в действительные статские советники, 2 июля 1870 года — в тайные советники, 13 июля 1894 года — в действительные тайные советники.

## Ровинский как юрист
Период служебной жизни Ровинского до начала судебной реформы отличался чрезвычайно живой, чуткой и чуждой всякого формализма деятельностью, особенно на должности губернского прокурора, значение которой он умел чрезвычайно возвысить, несмотря на натянутые отношения с самовластным «хозяином Москвы» — генерал-губернатором графом А. А. Закревским. Настойчиво добиваясь возможной материальной правды и справедливости в решениях по уголовным делам, построенным подчас с полным забвением о живом человеке, на территории формальных, предвзятых, механически оцениваемых доказательств, добытых притом при следствии невежественными и часто своекорыстными полицейскими чиновниками, вымогавшими у заподозренного сознание с помощью замаскированных, а иногда и явных истязаний или томлениях в «клоповниках» и «могилах» подвальных этажей «частных домов», Ровинский входил во всё и бдительным надзором, настояниями и просьбами, где только было возможно, устранял вопиющие злоупотребления современного ему судебно-следственного порядка. Много приходилось ему трудиться над улучшением положения арестантов в среде, где уже кончал сиять светом своего любвеобильного сердца Фёдор Петрович Гааз, о котором Ровинский и в конце своих дней вспоминал с умилением. Тяжёлые столкновения с графом Закревским вызывались заступничеством Ровинского за крепостных при искусственно раздуваемых случаях неповиновения их помещикам и даже управляющим, причём случаям этим бездушно придавался характер «восстания», влекшего за собой каторгу и плети. Стараясь влиять на молодых судебных деятелей собственным примером, Ровинский приветствовал издание в 1860 году наказа судебным следователям и напутствовал будущих следователей Московской губернии, собравшихся у губернского прокурора, призывом

«быть прежде всего людьми, а не чиновниками, служить делу, а не лицам, опираться на закон, но объясняя его разумно, с целью сделать добро и принести пользу, и домогаться одной награды — доброго мнения общества…»

Предположения о необходимости судебной реформы вызвали его на ряд работ, содержавших в себе исполненную действительного знания жизни и веры в духовные силы народа критику «общей объяснительной записки» к проекту уголовного судопроизводства графа Д. Н. Блудова, в которой предлагалось постепенное введение улучшений в существующие судебный строй и приёмы. Стоя за необходимость радикального изменения последних и находя нужным с корнем вырвать из русской судебной жизни чёрствое «приказное отношение», прикрытое «либеральными декорациями с трескучими фразами и уголовными прибаутками», Ровинский предложил в основу судебного строя положить уже выяснившийся с самой симпатичной стороны тип мирового посредника и затем, для более важных дел, создать суд присяжных. Он первый имел смелость поставить вопрос об этом суде на практическую почву, вступив при этом в борьбу со многими лицами, авторитетными по своему положению. Против указаний на предполагаемую неспособность русского человека отличать преступление от несчастия Ровинский выставлял в своих юридических и историко-литературных трудах глубокую разницу между состраданием народа к осуждённому и предполагаемой снисходительностью его к преступлению:

«Народ смотрит с состраданием на преступника, уже наказанного плетьми и осуждённого на каторгу и ссылку и, забывая всё сделанное им зло, несёт ему щедрые подаяния вещами и деньгами; он жалеет подсудимых, просиживающих под судом годы и десятилетия в явное разорение своего семейства и государственной казны, но за это сострадание следовало бы скорее признать за народом глубокое нравственное достоинство, нежели обвинять его в недостатке юридического развития».

Яркими красками описывал Ровинский в различных записках осуществление господствовавшей до 1863 года системы наказаний с острожным сидением, плетями и шпицрутенами, рисуя ужасающими, но правдивыми чертами «зелёную улицу». На отрицание в русском человеке чувства законности, вследствие чего присяжные будто бы не будут видеть преступления там, где его видит закон, Ровинский отвечал указанием на то, что именно общественный суд, гласный и всеми уважаемый, должен предшествовать юридическому развитию общества и самих судей, так как только в нём народ научится правде и перестанет признавать некоторые преступления за самое обыкновенное дело. На опасение, что суд присяжных окажется непонятным обществу новшеством и не найдёт нужных для себя органов в лице прокуроров и защитников, он возражал исследованиями об участии общественного и выборного элементов в старом русском суде и интересными замечаниями и выводами о том, как должен выработаться и какими национальными особенностями выразиться тип будущих русских обвинителей и адвокатов. Вызванный в Петербург для участия в комиссии по судебному преобразованию и прикомандированный в 1863 году к Государственной канцелярии, Ровинский настойчиво и неустанно проводил свой взгляд, стараясь освободить производство с присяжными от ненужных условностей, сократить прокурорские отводы, чрезмерно частое приведение заседателей к присяге и вообще устранить из производства элемент недоверия и дидактизма, к которому многие были склонны по отношению к представителям общественной совести. Некоторые из предположений Ровинского были осуществлены под властным указанием опыта лишь впоследствии. С особенной любовью работал Ровинский над организацией мирового института, предлагая для поднятия его в глазах населения и для ближайшего приобщения его к органам центрального и местного управления считать почётными мировыми судьями на всю империю министров юстиции и внутренних дел, членов Государственного Совета и сенаторов — во всё время нахождения их в должности, а по губерниям — губернаторов, губернских предводителей дворянства и председателей губернских земских управ.
В 1862 году, под его непосредственным руководством, была проведена обширная судебно-статистическая работа по собранию и разработке сведений о положении дел судебного ведомства в губерниях будущего Московского судебного округа.
Назначенный прокурором этого округа в 1866 году, Ровинский с энергией принялся за практическую организацию нового дела. Им избран первый состав московской прокуратуры, из которой вышло столько замечательных судебных деятелей. Им были призваны в её ряды, между прочим, будущий министр юстиции Н. А. Манасеин и известный своим талантом обвинителя М. Ф. Громницкий. Исполняя, наряду со своими подчинёнными, прокурорские обязанности, чуждый всякого «генеральства» и стремления к внешнему блеску, Ровинский служил им примером преданной службы любимому делу. Первые шаги новых учреждений не могли обойтись без невольных ошибок, а общество далеко не во всех своих слоях относилось к ним с сочувствием. Возникали неизбежные столкновения и пререкания, приходилось иметь дело с тайным злорадством и явным недоброжелательством тех, чья власть или влияние встречали законную препону в непривычной деятельности новых учреждений. Положение первого прокурора судебной палаты самого большого из судебных округов было не только трудное, но и нравственно ответственное пред будущностью нового суда. И в должностях судьи по существу и судьи кассационного, Ровинский сохранил свой жизненный взгляд на каждое дело, которое представлялось ему, прежде всего, бытовым явлением с индивидуальной окраской. Чуждый мёртвых юридических схем, видевший во всём и прежде всего живого человека, Ровинский вносил свою отзывчивость на запросы житейской правды и в отвлечённую область оценки кассационных нарушений. Враг всякой «канцелярщины», всего уклончивого, неопределённого и недосказанного, он был краток и точен в своей работе, умея, однако, очень подробно разрабатывать вопросы, когда они касались установления правильного взгляда на серьёзные правоотношения или правонарушения. Он работал неустанно, добросовестно, не избегая ни под какими предлогами сухого и подчас очень скучного, кропотливого труда. В течение своей сенаторской деятельности он был всегда на своём посту, влияя на товарищей независимостью и ясностью своих житейских и юридических взглядов. Вступив в Сенат в возрасте, когда многие уже мечтают о покое, он бодро принялся за труд и доложил 7825 дел, по каждому из которых им собственноручно написано решение или мотивированная резолюция. Это было для него не легко, ибо рядом со службой у него существовала любимая сфера искусства, куда его влекло всеми силами души и где он отдыхал душевно.

## Искусствоведение

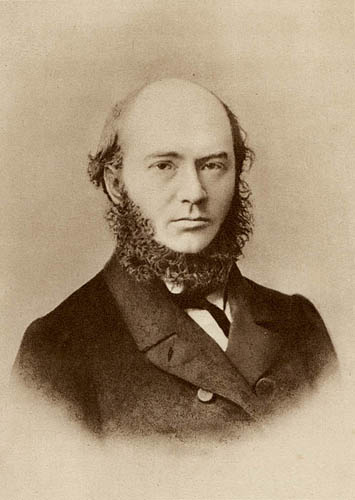
Дмитрий Ровинский, юрист и знаток русского портрета

В этой сфере он сделал очень многое. Собственными трудами и путём больших материальных жертв он собрал и издал:
- «История русских школ иконописания»
- «Русские гравёры и их произведения»
- «Словарь русских гравированных портретов»
- «Русский гравёр Чемесов» (с 17 портретами)
- «Русские народные картины», «Достоверные портреты московских государей» (с 47 рисунками)
- «Н. И. Уткин. Его жизнь и произведения» (с 34 портретами и рисунками)
- «Виды Соловецкого монастыря» (с 51 рисунком)
- «Материалы для русской иконографии» (12 выпусков, с 480 рисунками)
- «Одиннадцать гравюр Берсенева»
- «Ф. И. Иордан»
- «В. Г. Перов. Его жизнь и произведения»
- «Сборник сатирических картин»
- «Полное собрание гравюр Рембрандта» (с 1000 фототипиями)
- «Полное собрание гравюр учеников Рембрандта и мастеров, работавших в его манере» (с 478 фототипиями)
- «Подробный словарь русских гравированных портретов».

Сверх того, им сделан ряд небольших изданий, каковы, например, «Виды из привисленских губерний», «Сатирические азбучные картинки 1812 года», «Посольство Сугорского» и другие.
Первое место между изданиями Ровинского занимает «Подробный словарь русских гравированных портретов», в котором неоценимое участие принял гравёр П. К. Константинов. Словарь состоит из 4 томов in quarto и представляет собой драгоценный памятник для ознакомления с искусством гравирования вообще и в России в особенности, давая описание портретов 2000 лиц, в каком-либо отношении привлекших к себе внимание современников и потомства. Эти описания, представляя собой отчёт о каждом портрете с массой точных и мельчайших технических подробностей, потребовали, ввиду 10 000 снимков, упоминаемых в книге, огромного труда. Но не для одних любителей гравюр или учёных исследователей истории искусства дают эти четыре тома богатейший материал. На 3086 столбцах книги, составление которой одно могло бы наполнить жизнь человека, рядом с разнообразными, иногда прекрасными фототипиями, идут биографические заметки, рассказы и указания современников. В них содержится интересный исторический и бытовой материал, рисующий и освещающий со многих сторон русскую жизнь и её судьбы. Заметки Ровинского не имеют претензии на полноту или на определённую систему: это, по большей части, краткие, живые характеристики, блестящие умом, вооружённым громадной начитанностью и знанием. Сжатая форма их придаёт им особую силу и совершенно исключает всякую условность и деланный пафос. В трудах Ровинского нет следа исторического прислужничества; его отзывы и оценки звучат полной искренностью. Впрочем, не все заметки его кратки. Есть под этим названием биографические очерки, выделение которых из «Словаря» и собрание вместе могло бы составить полную интереса книгу. Таковы очерки жизни и деятельности Александра I, Екатерины II, Дмитрия Самозванца и, в особенности, А. В. Суворова. Этим очеркам можно сделать упрёк в излишней подробности, выходящей за пределы «Словаря». Ровинский предвидел возможность подобного упрёка. Ответ на него содержится в указании на отношение иконографии к истории.

«Для нас, иконографов, интересно иметь не изображение Екатерины в высокоторжественной позе, а настоящую, живую Екатерину, со всеми её достоинствами и недостатками. Мы хотим знать всякую мелочь, которой была окружена эта великая женщина; хотим знать, в котором часу она вставала, когда садилась работать, что пила и ела за обедом, что делала вечером, как одевалась и куда ездила. Нам до всего дело, мы хотим знать её частную жизнь, даже прочесть её интимные записочки, хотим видеть её у себя дома — живую, умную, хитрую… может быть, и чересчур страстную. Из короткого знакомства со всеми мелочами её обихода мы более, чем из всякой другой Истории, вынесем уверенность, что лёгкие стороны её домашней жизни не имели расслабляющего влияния на царственные её задачи, и ещё более полюбим эту великую женщину за её безграничную любовь к её новому, русскому отечеству».

«Словарь гравированных портретов» изображает русских людей на различных ступенях общественной лестницы и в разные исторические эпохи. Но для полноты картины нужно было изображение русской жизни, нужно было собрать черты не личные, а бытовые, закреплённые в памяти народной тем или другим способом.
Эту задачу Д. А. Ровинский выполнил в своём классическом труде — «Русских народных картинках», изданных в 1881 году, в 9 томах, из которых четыре заключают в себе 1780 картинок, а пять представляют объяснительный к ним текст, на 2880 страницах большого in 8. В этом издании, требовавшем необычайной любви к делу, настойчивости и знания, и сопряжённом притом с большими жертвами, Ровинский собрал все народные картинки, которые выходили в свет до 1839 года, то есть до того времени, когда свободное народное художественное творчество было вставлено в рамки официальной цензуры. В картинках этих проходит самыми разнообразными сторонами бытовая и духовная жизнь народа с начала XVII века до середины XIX века. В наивных изображениях народного резца русский человек представлен в его отношениях к семье, к окружающему миру, к учению, в его религиозных верованиях и поэтических представлениях, в его скорбях и радостях, в подвигах и падении, в болезнях и развлечениях. Он перед нами живой, говорящий о себе сам, своим «красным словом», сказкой и легендой, своеобразный, мощный и простосердечный, терпеливый и страшный в гневе, шутливый и в то же время вдумчивый в жизнь и её сокровенный смысл, с добродушной иронией смотрящий на себя и на всё окружающее, и величаво-спокойный пред лицом смерти.
По поводу тех или других народных картин приведены в этом труде подробные самостоятельные исследования, обширные извлечения из памятников народной литературы, стройные, построенные на богатых источниках и личном опыте и изучении бытовые и этнографические картины. Кто прочёл со вниманием пять томов текста к народным картинкам, тот может сказать, что пред его глазами прошла не официальная, не внешняя, но внутренняя русская жизнь более чем за два века, со всем тем, что составляло её сущность.
Любовь Ровинского к искусству сказалась и в изданной им в 1892 году книге «Василий Григорьевич Перов. Его жизнь и произведения», состоящей из прекрасной биографии художника, написанной Н. П. Собко, и из 60 фототипий с картин В. Г. Перова.
Для издания произведений кого-либо из выдающихся русских художников Ровинскому представлялся большой выбор. Такое издание могло бы подавлять надрывающим изображением тяжких сцен из боевой жизни; могло бы ласкать глаз изящной правдивостью в передаче переливов света на мехах, материях и украшениях; могло бы представлять те жанровые сцены, где «сквозь видимый смех слышатся невидимые слёзы» и где глубоко трагическое существо заключено в рамки какого-нибудь житейского явления. Но он не останавливался на этих произведениях художественной кисти.
Ценитель, знаток и исследователь народной жизни, он не любил ничего кричащего, рассчитанного на эффект или исключительного. Простая русская жизнь в её обычном, скромном течении более привлекала его, так как более просто и правдиво отражала натуру русского человека. Живописателем именно такой жизни был В. Г. Перов. Его простая, бесхитростная, полная стремления к самоусовершенствованию натура, скромная жизнь должны были привлечь к себе внимание и симпатии Ровинского. Ещё большее влияние должны были иметь на Ровинского художественные произведения Перова, ибо в них, как в живописном калейдоскопе, проходит повседневная, небогатая красками и впечатлениями, но близкая русскому сердцу родная жизнь с её семейными радостями и горестями, неизбежными драмами, особенностями и увлечениями.
«Обозрение иконописания в России до конца XVII века» было напечатано в 1856 г. в VIII томе Записок Археологического Общества. После смерти Д. Ровинского оно вышло в полном виде, вместе с трудом о фейерверках из архива исследователя. К книге приложен его портрет, гравированный И. П. Пожалостным в 1888 г.: «Д. А. Ровинский, Обозрение иконописания в России до конца XVII века. Описание фейерверков и иллюминаций». Издание А. С. Суворина, 1903.

## Последние годы. Личность
После назначения в Сенат он стал ездить за границу и побывал не только в Европе, но в Иерусалиме, Индии, Египте, Марокко, Китае, Японии, на Цейлоне, Яве, в Средней Азии и др.
Свои богатые собрания гравюр и художественных произведений он завещал Эрмитажу, Румянцевскому музею, Публичной библиотеке и Академии Художеств; библиотеку — училищу правоведения; недвижимое имущество — Московскому университету, для премии за лучшее иллюстрированное издание для народного чтения; капитал в 60 тысяч рублей — на устройство народных училищ и на премию за лучшее сочинение по художественной археологии.
Ровинский был похоронен в селе Спасское-Манухино Московского уезда Московской губернии на Сетуньском кладбище, переименованном в 1920-х годах в Кунцевское. Его могила, находившаяся возле Храма Спаса Нерукотворного Образа на Сетуни (ныне Рябиновая улица, 18), в советское время была утрачена.
Его дочь Екатерина Волчанецкая (1881—1956) — поэтесса и переводчица.
При составлении судебных уставов, возражая защитникам необходимости наград чинам будущего судебного ведомства, предвещавшим, в противном случае, оскудение его, он писал: «Если люди слишком честолюбивые, гоняющиеся за знаками отличия, не будут добиваться судебных должностей, то судебное ведомство может от этого только выиграть…».
В «Энциклопедическом словаре Брокгауза и Ефрона» русский юрист А. Ф. Кони дал такую характеристику своему коллеге Ровинскому:

В личной жизни своей Ровинский был чрезвычайно оригинален. Среднего роста, широкоплечий, с большой лысиной, обрамлённой сначала рыжеватыми, а потом седыми кудрями, с живыми, полными ума глазами, он был очень подвижен, никогда, кроме случаев болезни, не ездил в экипаже, жил в самой скромной обстановке и одевался просто и даже бедно, подтрунивая над страстью многих «обвешиваться» знаками отличия. Народная жизнь во всех её проявлениях его интересовала чрезвычайно. В течение многих лет он предпринимал большие пешеходные странствия по просёлочным дорогам Центральной и Восточной России, прислушиваясь и приглядываясь. Жажда знания и деятельности не иссякала в нём до самой смерти, которая постигла его в Вильдунгене, за сборами, после только что перенесённой тяжёлой операции, в Париж, для окончания работы над офортами Ван-Остада. В последние годы жизни он мало бывал в обществе и всё более и более замыкался в себе, чувствуя разлад между своим душевным строем и упадком идеалов, проявившимся в жизни русского общества.

## Некоторые публикации
- «Русские народные картинки». — Тип. Имп. Академии наук, 1881.

Четыре тома этого атласа с гравюрами, раскрашенными от руки (тираж составлял всего 250 экземпляров), нередко служат единственным источником для изучения русского лубка — в середине XIX века огромное количество досок, с которых печатались «народные картинки», часто едко сатирические, были уничтожены.
- Подробный словарь русских гравёров XVI—XIX веков, т. 1—2. — СПб., 1895—1899.

Посмертное издание. Уникальное по широте охвата исследование и подробнейшее справочное пособие, в котором сосредоточена информация, касающаяся всех сторон гравировального дела, приведены исчерпывающие сведения о жизненном и творческом пути граверов, перечни их работ с объективными характеристиками, датировкой и распределением по школам. Текст дополняют 720 фототипий и 210 цинкографий. «Словарь русских граверов» представляет собой совершенно переработанное издание сочинения Д. А. Ровинского «Русские граверы и их произведения с 1564 до 1764 г.» (1870). Предисловие Н. Собко.[необходимо изменить]
- Подробный словарь русских гравированных портретов, т. 1—4. — СПб., 1886—1889.
- Материалы для русской иконографии, в 12-ти вып. — СПб., 1884—1891.

- Русские народные картинки. Т.1. Ровинский Д. — М., изд.Голике, 1900;
- Русские народные картинки. Т.2. Ровинский Д. — М., изд.Голике, 1900.
- Обозрение иконописания в России до конца XVII века. — М., 1903.